# Andorinha-de-sobre-branco
A andorinha-de-sobre-branco (nome científico: Tachycineta leucorrhoa) é uma espécie de ave da família das andorinhas ou hirundinídeos (Hirundinidae). Primeiramente descrita pelo ornitólogo francês Louis Pierre Vieillot, que também deu seu nome binomial em 1817, foi considerada por muitos anos uma subespécie da andorinha-chilena. A espécie é monotípica, sem variações populacionais conhecidas. Tem uma listra supraloral branca, característica que pode ser usada para distingui-la da andorinha-chilena. Os loros, coberturas auriculares, cauda e asas são pretas, com pontas brancas nas rêmiges secundárias, terciárias e nas coberturas maiores das asas. O resto das partes superiores são de um azul brilhante. Suas partes inferiores e coberturas abaixo das asas são brancas, assim como sua rabadilha, como o nome sugere. Os sexos são similares, e os jovens são mais uniformes e marrons com um peito escuro.
Esta espécie constrói geralmente o seu ninho em buracos de árvores ou troncos mortos, ou ainda debaixo ou dentro de estruturas artificiais como postes de vedação e beirais de edifícios. A andorinha-de-rabo-branco é solitária e nidifica em casais formados durante a época de reprodução, que vai de outubro a dezembro no Brasil e de outubro a fevereiro na vizinha Argentina. Normalmente, é posta apenas uma ninhada com quatro a sete ovos, embora ocasionalmente seja colocada uma segunda ninhada. A fêmea incuba os ovos durante um período de 15 a 16 dias, e o nascimento ocorre entre 21 e 25 dias após a eclosão.
É classificada como uma espécie pouco preocupante pela União Internacional para a Conservação da Natureza (IUCN). Sua população está aumentando e pode se beneficiar do aumento da disponibilidade de locais de nidificação artificiais. O chupim é um parasita ocasional da ninhada da andorinha-de-sobre-branco.

## Etimologia
Andorinha surgiu no latim vulgar harundo,ĭnis por hirundo,ĭnis. Através de metátese e expansão da nasal, surgiu *andorine e, então, por mudança da vogal temática, *andorina. Desta última forma, surgiu andorinha. O Grande Dicionário Houaiss aponta a possibilidade de ser um étimo influenciado pelo verbo andar. O nome binomial deriva do grego antigo: Tachycineta de takhukinetós (ταχυκινητός), "movendo-se rapidamente", e o epíteto específico leucorrhoa vem de leukós (λευκός), "branco", e órrhos (ὄρρος), "traseira, rabadilha". O nome popular "andorinha-de-sobre-branco" foi o escolhido para a espécie pelo Comitê Brasileiro de Registros Ornitológicos.

## Taxonomia e sistemática
A andorinha-de-sobre-branco foi formalmente descrita pela primeira vez como Hirundo leucorrhoa pelo ornitólogo francês Louis Vieillot, em 1817, na sua obra Nouveau Dictionnaire d'Histoire Naturelle. Depois foi movida ao seu gênero atual, Tachycineta, que foi criado em 1850 por Jean Cabanis. Ocasionalmente é colocada no gênero Iridoprocne com a andorinha-das-árvores (T. bicolor), a andorinha-dos-mangais (T. albilinea), andorinha-do-rio (T. albiventer) e a andorinha-chilena (T. leucopyga ).
A andorinha-de-sobre-branco é monotípica. Antes de ser considerada espécie plena, era tida como subespécie da andorinha-chilena, provavelmente devido à semelhança na morfologia e no canto. Hoje é assumido que são espécies irmãs e que formam uma superespécie, de nome leucorrhoa. Meyer de Schauensee (1966) sugeriu que ambas seriam mais apropriadamente tratadas como subespécies de uma única espécie, e a justificativa para considerá-las espécies distintas é considerada fraca. Um estudo de DNA mitocondrial do gênero Tachycineta apoiou sua divisão como espécies próprias, mas confirmou sua relação como superespécie.

## Descrição
A andorinha-de-sobre-branco mede 13 centímetros de comprimento e pesa de 17 a 21 gramas. Em média, tem 11,57 centímetros de envergadura. Tem uma listra supraloral branca, uma listra branca acima de seu olho, e loros cobertura dos ouvidos pretos. Os loros e coberturas dos ouvidos têm um brilho verde-azulado. Tem asas pretas, com pontas brancas nas rêmiges secundárias e terciárias, e nas coberturas maiores das ases. As pontas brancas correm-se com a idade. A cauda é preta e tem uma bifurcação rasa. Tem uma rabadilha branca, como diz um dos nomes por que é conhecida. As demais partes superiores são de um azul brilhante. Estas características, quando o pássaro não está procriando, são mais azul-esverdeadas. As partes inferiores e coberturas abaixo da asa são brancas. O bico, as pernas e pés são pretos, e as íris são marrons. Os sexos são similares, e os jovens podem ser distinguidos por apresentarem coloração mais uniforme e marrom, com o peito escuro. Esta andorinha é semelhante à andorinha-chilena, mas pode ser diferenciada pela falta de uma faixa branca supraloral nesta última. A andorinha-chilena também parece manter suas partes superiores azuis brilhantes quando não está se reproduzindo. A andorinha-de-sobre-branco é, além disso, maior que a andorinha-chilena.

## Distribuição
A andorinha-de-sobre-branco é nativa da Argentina (La Pampa e Buenos Aires), Bolívia, Brasil (Mato Grosso, Tocantins e Espírito Santo), Paraguai, Peru e Uruguai. Ela habita áreas de campos abertos e semiabertos próximos a corpos d'água, margens de florestas e assentamentos humanos. Também pode ser encontrada em savanas secas, florestas degradadas e pastagens sazonalmente inundadas, tanto em regiões tropicais quanto subtropicais. Além disso, sabe-se que ela ocorre nos pampas da Argentina e do Uruguai. Durante o inverno austral, os pássaros na população do sul geralmente deslocam-se para as partes mais ao norte da área que habita. Essa ave pode ser encontrada em altitudes que variam desde o nível do mar a 1 100 metros.

## Ecologia
O canto da andorinha-de-sobre-branco é frequentemente descrito como um gorgolejo suave ou quebrado. Geralmente canta enquanto voa ao amanhecer. A chamada é descrita como um zzt rápido e sem tom e a nota de alarme é curta e áspera. Após a época de reprodução, a andorinha-de-sobre-branco forma bandos que às vezes consistem em centenas de indivíduos. Esses bandos frequentemente consistem tanto na andorinha-de-sobre-branco quanto em outras espécies de andorinhas.

### Reprodução

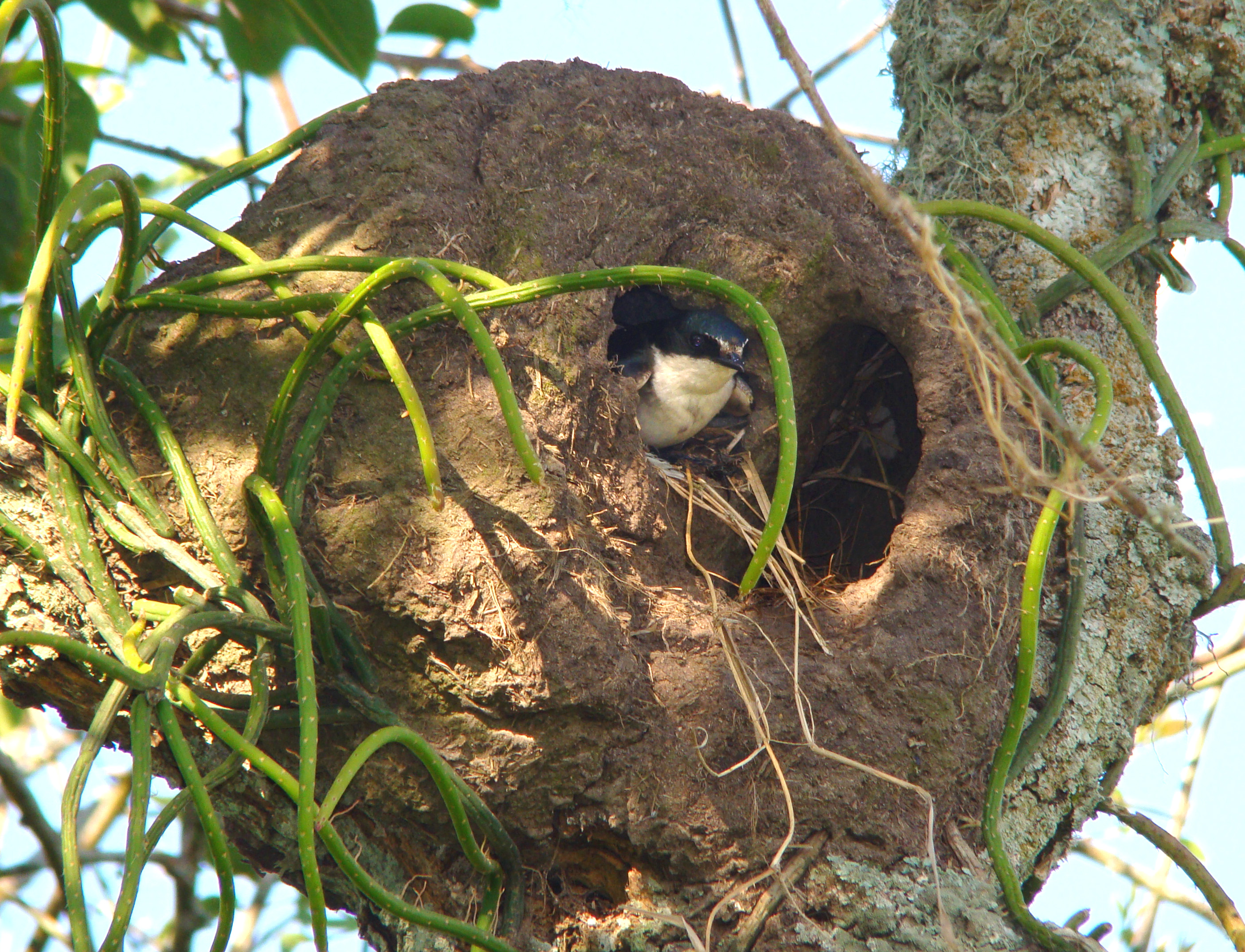
Utilizando o ninho abandonado do joão-de-barro

A andorinha-de-sobre-branco constrói seus ninhos em buracos, fendas numa árvore ou tronco morto. Também os constrói em estruturas artificiais, como buracos em postes de cerca ou sob beirais, normalmente sob edifícios abandonados. Às vezes reutiliza locais de nidificação favoráveis, o que tem efeito positivo na sobrevivência dos filhotes. Ocasionalmente, nidifica em ninhos abandonados do cochicho (Anumbius annumbi). Os ninhos em si são geralmente feitos de fibras vegetais e forrados com pelos e penas. Esta andorinha é solitária e a época de reprodução, está espalhada em pares. Os pares podem ser vistos lutando e perseguindo uns aos outros no local do ninho.
Esta andorinha realiza prospecção de ninhos, visitando locais potenciais para futuras nidificações. A prospecção de ninhos é um comportamento registrado em indivíduos reprodutores e não reprodutores e ocorre após o fracasso ou sucesso de um ninho e enquanto a ave está nidificando ativamente. Após uma falha no ninho, a distância média que um indivíduo percorre durante uma visita de prospecção aumenta drasticamente, de cerca de 121 metros para cerca de 5,1 quilômetros. A prospecção de ninhos parece ocorrer com mais frequência em indivíduos com menor tamanho de ninhada. As visitas dos machos a outros ninhos podem ser para cuidar de filhotes extraparenais, embora não explique as visitas das fêmeas. Filhotes extraparenais, ou jovens com pais fora do casal reprodutor, representam cerca de 56% de todos os descendentes.
A época de reprodução da andorinha-de-sobre-branco é de outubro a dezembro no Brasil e de outubro a fevereiro na Argentina. Durante este período, uma ninhada é geralmente posta, embora ocasionalmente ponha uma segunda ninhada. Em média, 58% dos ninhos emplumam pelo menos um filhote. A ninhada é geralmente de quatro a sete ovos que passam de branco-rosado quando da postura para branco puro. Os ovos medem 19,6 por 13,7 milímetros e pesam 1,9 grama em média. Observa-se que o tamanho da ninhada e o tamanho do ovo geralmente diminuem à medida que a estação de reprodução avança. Os filhotes do final da temporada também pesam menos do que os filhotes do início. Leva de 15 a 16 dias para a fêmea incubar a ninhada. Cerca de 58% das ninhadas eclodem de forma síncrona, embora a eclosão às vezes dure mais de quatro dias. Em média, 78% dos ovos eclodirão. O período de ninhada é de 21 a 25 dias, com cerca de 95% dos filhotes emplumados. A espécie, em média, vive dois anos e um mês, com o macho podendo viver um pouco mais do que a fêmea.

### Dieta

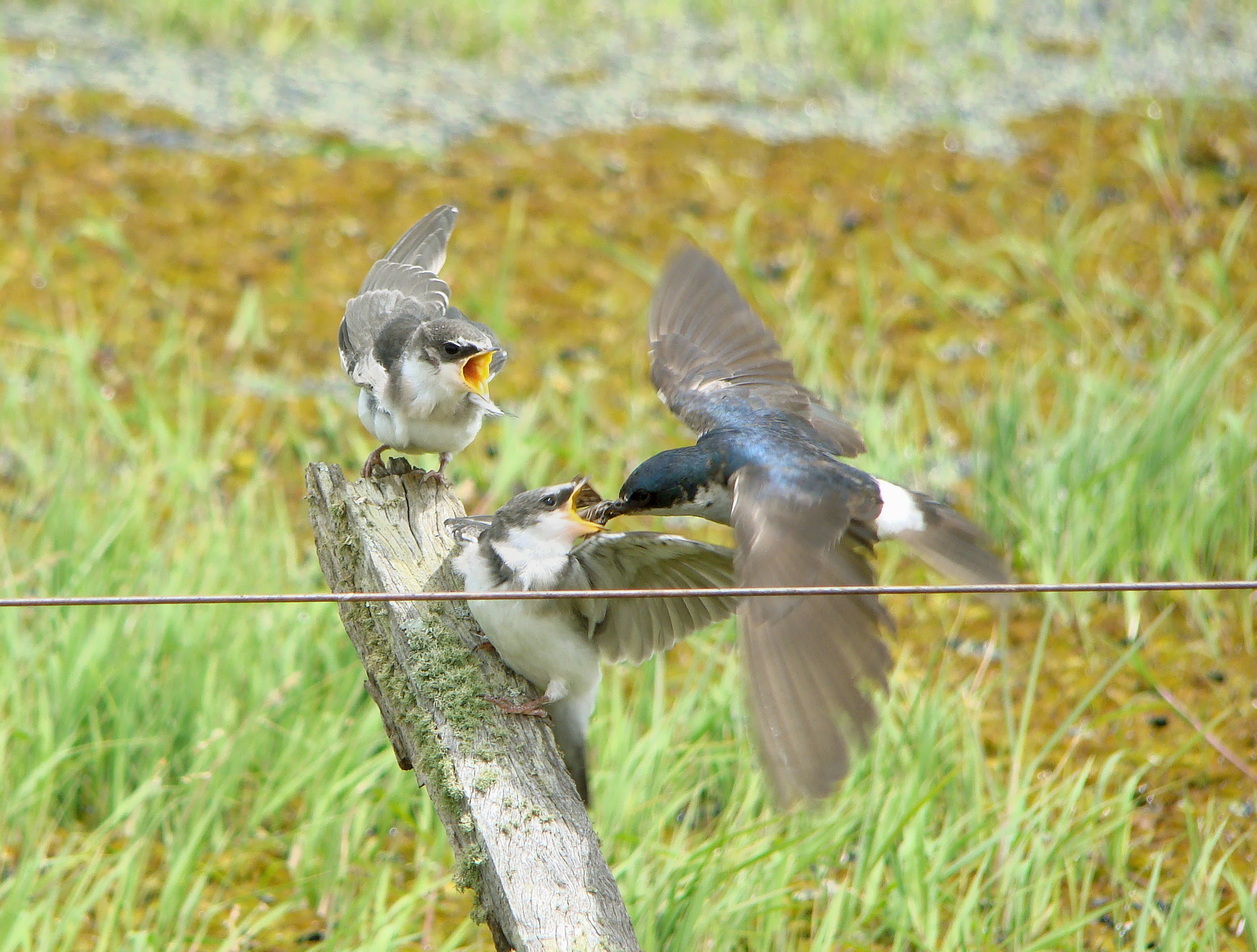
Juvenis a serem alimentados por um adulto num voo

A andorinha-de-sobre-branco é um insetívoro aéreo que geralmente se alimenta sozinho ou em pequenos grupos. Alimenta-se de dípteros (moscas), coleópteros (besouros), himenópteros (formigas), ortópteros e lepidópteros. Geralmente se alimenta perto da água, pastagens e florestas abertas. Ocasionalmente deslizando pelo solo, seu voo é rápido e direto. Segue humanos e outros animais e geralmente pode ser visto perto de humanos e animais que estejam perturbando insetos.

### Parasitas
O chupim (Molothrus bonariensis) é um parasita de ninhada que ocasionalmente põe seus ovos no ninho da andorinha-de-sobre-branco. Depois que um chupim empluma-se, exibe comportamento que faz com que seja alimentado muito mais que os filhotes da andorinha. Este tipo de parasitismo ocorre em 6% dos ninhos. Esta andorinha é conhecida por perder ninhos à curruíra (Troglodytes aedon).

## Conservação
A andorinha-de-sobre-branco é classificada como espécie pouco preocupante pela União Internacional para a Conservação da Natureza (UICN), pois ocorre numa distribuição extremamente grande (estimada em 5.580.000 square kilometres (2.150.000 sq mi)) e não se aproxima dos limiares para Vulnerável sob o critério de tamanho de distribuição (segundo a IUCN, extensão de ocorrência < 20 mil quilômetros quadrados combinada com um tamanho de distribuição decrescente ou flutuante, extensão/qualidade do habitat ou tamanho populacional e um pequeno número de locais ou fragmentação severa). Sua população não foi quantificada, mas se assume que não se aproxima dos limiares para vulnerável (< 10 mil indivíduos maduros com um declínio contínuo estimado em > 10% em dez anos ou três gerações, ou com uma estrutura populacional especificada). Sabe-se que sua população está com tendência crescente, o que a remove dos limiares para vulnerável (> 30% de declínio ao longo de dez anos ou três gerações). Presume-se que o aumento da disponibilidade de ninhos artificiais pode beneficiar este pássaro, e pode ser um fator que contribui para o crescimento de sua população. É descrito como sendo bastante comum em sua área. Em 2018, foi classificada como menos preocupante (LC) no Livro Vermelho da Fauna Brasileira Ameaçada de Extinção do Instituto Chico Mendes de Conservação da Biodiversidade (ICMBio).